# Lu Shaofei
Lu Shaofei (xinès simplificat: 鲁少飞, pinyin: Lǔ Shǎofēi; 1903 - Shanghai, 1995) fon un il·lustrador i dibuixant xinés.
Comença a treballar a Shanghai als anys 20, on es fa membre de la societat Tianma Hui, de Xu Beihong. Va ser portadista a Shanghai Manhua i cofundador, el 1936, del primer sindicat de dibuixants del país. També fou editor de Shidai Manhua, i editor en cap de Renmin Chubanshe.
El 1993, amb 90 anys, va rebre el Golden Monkey King Award, que actualment forma part del China International Cartoon and Animation Festival.